# Adrian Alston
Adrian Alston (Preston, 6 febbraio 1949) è un allenatore di calcio ed ex calciatore australiano, di ruolo attaccante.

## Carriera

### Club
Ha iniziato la carriera in Australia con il South Coast United e il St. George, vincendo il campionato statale del New South Wales nel 1972.  
Nel 1974 si è trasferito in Inghilterra, giocando nella prima divisione inglese con il Luton Town, totalizzando 29 presenze e 8 gol in campionato.  
In seguito è passato al Cardiff City in seconda divisione, con cui ha vinto la Coppa del Galles nel 1976. Ha inoltre giocato nella NASL con i Tampa Bay Rowdies e, in chiusura di carriera, nella prima divisione australiana con il Canberra City.

### Nazionale
Con la nazionale australiana ha disputato 37 incontri ufficiali, segnando 6 gol. Ha partecipato ai Mondiali del 1974 in Germania Ovest, scendendo in campo in tutte e tre le partite della fase a gironi.

## Palmarès

### Giocatore

#### Club

##### Competizioni nazionali
- Coppa del Galles: 1

Cardiff City: 1975-1976